# Tence
Tence ist eine französische Gemeinde mit 3148 Einwohnern (Stand 1. Januar 2022) im Département Haute-Loire in der Region Auvergne-Rhône-Alpes.

## Geografie
Tence liegt 30 Kilometer südöstlich von Firminy und wird vom Lignon du Velay durchflossen.

## Geschichte
Laut einer Quelle war Tence zu einer nicht genau zu bestimmenden Zeit von römischen Legionären bewohnt. Die römischen Truppen waren im 1. und 2. Jahrhundert vor Christus in der Gegend, als sie Gallien eroberten und Straßen bauten. Ein Beleg für die Anwesenheit der Römer ist die Namensendung ac, wie sie bei mehreren Weilern von Tence im Namen enthalten ist. Als im 8. Jahrhundert die Mauren den Velay erreichten, wurden viele Orte, darunter auch Tence, geplündert. Im 10. Jahrhundert wurde Tence erstmals urkundlich erwähnt. Damals war es Sitz des Vikars der Grafschaft Velay, die vom Bischof von Le Puy abhängig war. Benediktinermönche gründeten im 11. Jahrhundert ein Kloster in Tence. Das Kloster stand an der Stelle des heutigen Rathauses und bildete das Zentrum des Ortes. Dieser war durch eine Mauer mit zwei Portalen geschützt, die im 17. Jahrhundert verschwand. Tence war stark von den Religionskriegen betroffen. 1574 wurde es zunächst von den Protestanten erobert, 1577 aber von den Katholiken zurückerobert. Die Jesuiten übernahmen das Kloster. In dieser Zeit tauchten auch einfache christliche Häuser auf (z. B. mit einem Glockenturm), durch die vor allem die Kinder der katholischen Kirche nähergebracht werden sollten. Man baute getrennte christliche Schulen für Jungen und Mädchen. 1891 machte ein Pfarrer aus Saint-Étienne in der Region Urlaub und gründete die Organisation Œuvre des Enfants à la Montagne, die jährlich Kindern aus der Stadt Saint-Étienne einen Urlaub in der Gegend um Tence ermöglichte. 1902 wurde Tence über die Bahn an das Loire-Tal angeschlossen. 1912 erhielt Tence sein Wappen, der Wahlspruch lautet: Alta sicut montes corda („Unsere Herzen sind so groß wie unsere Berge“). Im protestantisch geprägten Nachbarort Le Chambon-sur-Lignon entstand 1938 das internationale Collège Cévenol. Während des Zweiten Weltkriegs diente die Region als Zufluchtsort für die Opfer des NS-Regimes.

### Das Internierungslager 1939 – 1940
In Tence gab es früher eine Papiermühle (papeterie), sie hatte am Beginn des 20. Jahrhunderts fast 200 Arbeiter. Sie stellte ihren Betrieb 1926 ein, die großen Gebäude standen leer. Im Jahr 1939 requirierte der Präfekt Maurice Belliard die Gebäude zum Zweck der Unterbringung von republikanischen Flüchtlingen, nachdem sie den Spanischen Bürgerkrieg verloren hatten, auf der Flucht vor den Franquisten. Nach einigen Monaten wurden sie auf andere Lager verteilt. Nach dem Waffenstillstand im Juni 1940, der der deutschen Okkupation Frankreichs folgte, ließ das nun installierte Vichy-Regime alle „Reichsdeutschen“ (definiert nach Nazi-Diktion, also inklusive Sudetendeutsche und Österreicher) internieren und wies den Präfekten die Aufgabe zu, sie als Gefangene unterzubringen. In diesen Lagern saßen anfangs überzeugte Nazis, die z. B. aus beruflichen Gründen gerade in Frankreich geweilt hatten, und tatsächliche Flüchtlinge, also Juden und andere Naziverfolgte, zwangsweise zusammen, bis die Kundt-Kommission für Trennung sorgte.

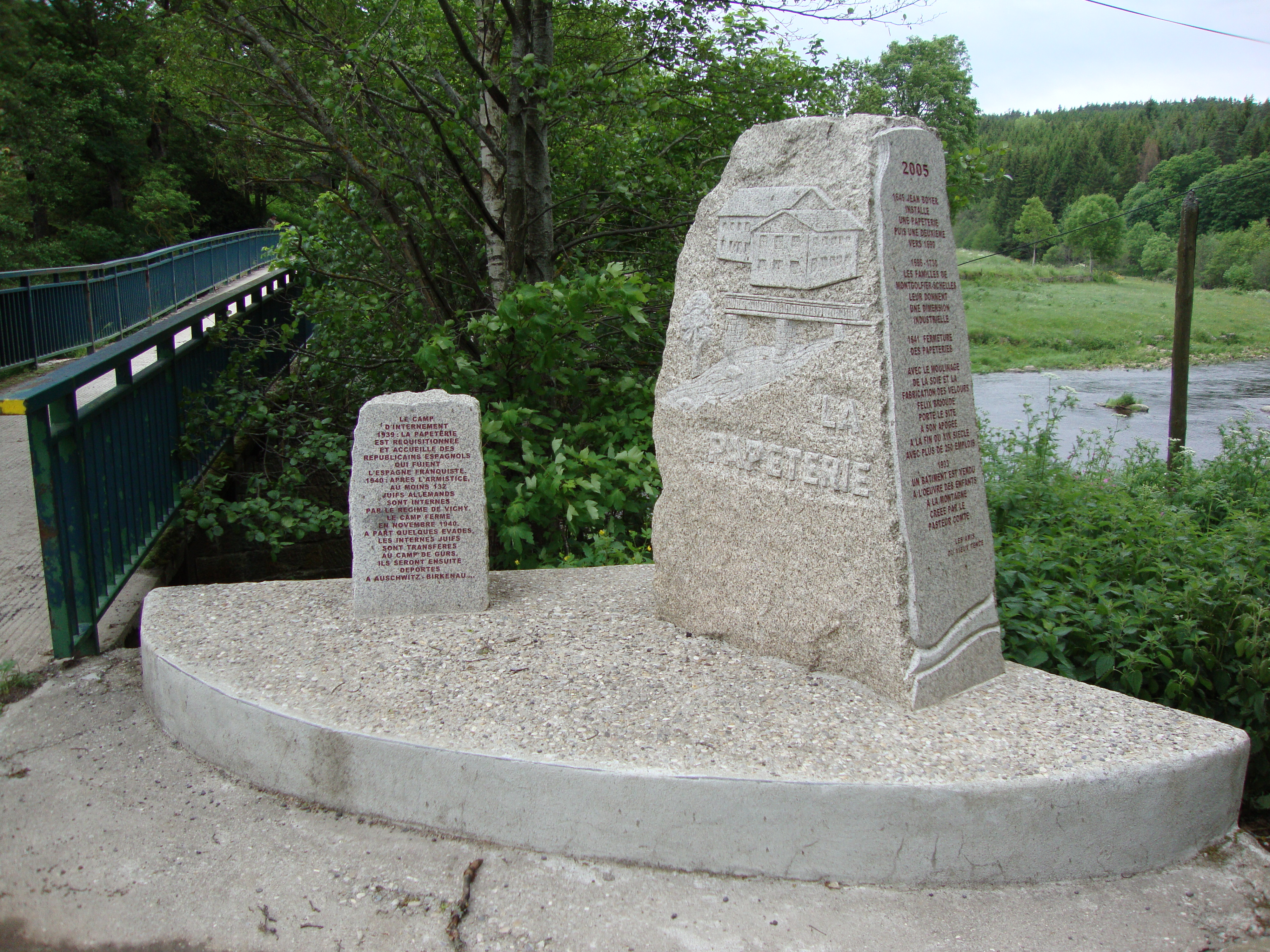
Die Gedenksteine am Ufer des Lignon

Die erste Gruppe von gut 30 „Deutschen“ aus dem ganzen Département wurde nach la Fouillouse geschickt. Aber schon im Juni 1940 trafen
weitere Gefangene in der Papiermühle von Tence ein, sie stammten aus dem Lager Dreux und der Île de France. Die meisten waren Juden, von der Nationalität her Deutsche, Österreicher und Polen, die als Flüchtlinge in Frankreich gelebt hatten. Einige hatten bereits das Lager Gurs hinter sich. Nach einer Liste vom 25. August 1940 lebten in der Papiermühle 132 Gefangene, davon hatten 15 politisches Asyl beantragt. Alle lehnten eine Rückkehr ins Reich ab, als die Ernst-Kundt-Kommission sie dazu aufforderte. Sie wollten lieber in die USA oder nach Mexiko auswandern. Als Vichy am 3. Oktober 1940 das erste Judenstatut erließ, wurden die Flüchtlinge sofort abermals durch das Land verschoben, in spezielle Lager für „unerwünschte Ausländer“. So verlor die Papiermühle ihre zeitweiligen Bewohner wieder. Am 25. Oktober wurde das Lager de jure aufgelöst. Die meisten Bewohner wurden bis November 1940 nach Gurs verschickt, von wo aus sie, soweit Juden, später in die deutschen Vernichtungslager kamen.
Am Fluss Lignon, der zur Wasserversorgung der alten Papiermühle gedient hatte, wurde 2005 ein großer Gedenkstein zur Erinnerung daran errichtet. Ein kleinerer Stein unmittelbar daneben erinnert an das Schicksal der kurzzeitigen Lagerbewohner im Internierungslager von 1939 und 1940.

### Bevölkerungsentwicklung
| Jahr                       | 1962 | 1968 | 1975 | 1982 | 1990 | 1999 | 2008 | 2017 |
| Einwohner                  | 2949 | 2953 | 2821 | 2716 | 2788 | 2891 | 3271 | 3098 |
| Quellen: Cassini und INSEE |      |      |      |      |      |      |      |      |

## Kultur und Sehenswürdigkeiten
- Alter Ortskern
- Pfarrkirche aus dem 16. Jahrhundert
- Büßerkapelle aus dem 18. Jahrhundert
- Kleine ev. Kirche aus dem 19. Jahrhundert

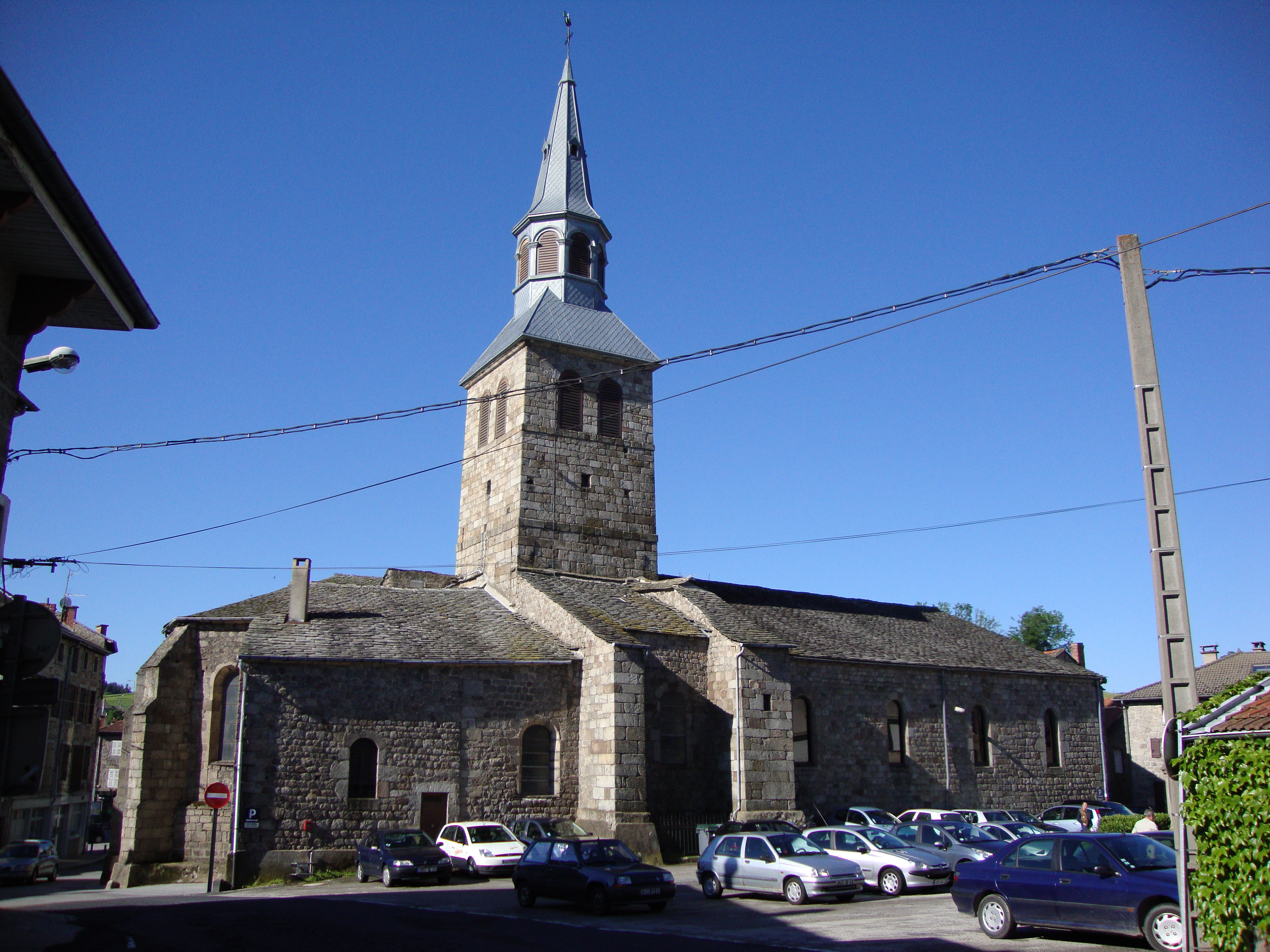
Kirche Saint-Martin

- Brücken und Brunnen[2]

## Gemeindepartnerschaft
- Garrucha, Spanien